# Барвінські (герб)
Барвінські (Барвінський, пол. Barwiński, Krzyż I) – шляхетський герб, наданий в австрійській Польщі.

## Опис герба
В синьому полі золотий лицарський хрест.
Клейнод: три пера страуса блакитне між золотими.
Намет блакитний, підбитий сріблом.

## Найбільш ранні згадки
Герб наданий доктору богослов'я Марціну Барвінському разом з другим ступенем шляхетства (нім. Ritter von) в Галичині 19 червня 1834 року.

## Роди
Барвінські (Barwiński).